# Pic Grays
Ne doit pas être confondu avec Pic Gray.
Le pic Grays, Grays Peak en anglais, est le plus haut sommet du Front Range dans le Sud-Est des montagnes Rocheuses dans l'État du Colorado.  Il culmine à 4 349 mètres d'altitude.
C'est l'un des 54 fourteeners de plus de 14 000 pieds (4 268 m) d'altitude du Colorado.  Il est proche de la ville de Denver.  Le premier homme à avoir gravi le sommet est le botaniste Charles Christopher Parry, qui a nommé le pic en l'honneur de son collègue botaniste Asa Gray. Ce dernier ne verra pas le pic avant 1872, 11 ans plus tard. Ce sommet est souvent mentionné conjointement avec le pic Torreys tout proche. Le pic Grays est situé sur la ligne continentale de partage des eaux d'Amérique du Nord, entre Pacifique et Atlantique/Arctique, dont il constitue le point culminant, et marque également la frontière entre le comté de Clear Creek et le comté de Summit. Le mont Elbert (4 399 m) se trouve à 7,7 km à l'est de cette ligne de partage.

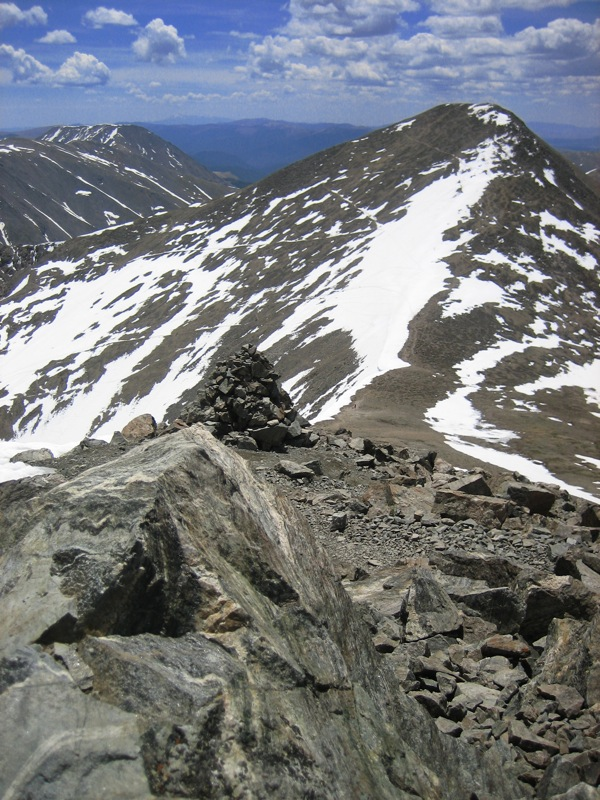
Vue du pic Grays depuis le proche pic Torreys